# John Watney
John Basil Watney (1915 - 1995), escritor inglés.

## Obras
Entre sus obras figuran las siguientes:
- Bodyguard to Mr. Churchill. Ed. Lilliput, 1952.
- The Expert. Ed. Lilliput, 1958.
- The importance of having a Boiler. Ed. Lilliput, 1950.
- The Priest an the Pirates. Ed. Lilliput, 1956.
- Raising the Man-Power. Ed. Lilliput, 1956.
- The Slave of Suspition. Ed. Lilliput, 1960.
- He also served. Ed. Harmish Hamilton, London, 1951.
- Glastonbury: Anciente Aval. Ed. Ridey and Co.,London, 1986.
- Churchill's:Portrait of a Great Family. E. Gordon and Cremonesi, 1977.
- Beer is best:a history of beer. Ed. Peter Owen, London, 1974.
- Mother's ruin: as history of gin. Ed. Peter Owen, 1976.
- Clive of India. Ed. Saxon House, Hants, 1974.
- Travels in Araby of Lady Heston Stanhore. Ed. Gordon Cremanesi, 1975.[1][2]